# Dear God (canción de Avenged Sevenfold)
Dear God es una canción de Avenged Sevenfold incluida en su álbum homónimo. Fue lanzada como tercer sencillo, con el apoyo de Shana Crooks, quien ya había colaborado en A Little Piece of Heaven

## Historia
De acuerdo al DVD Making of Avenged Sevenfold, Dear God fue una de las últimas canciones en ser grabadas. Se llamó primero Country Rocker, el riff inicial fue escrito por Synyster Gates, según el guitarrista, el riff sonaba demasiado country hasta un día que se encontraba borracho debido a que bebió vodka, compuso la melodía y los acordes de la canción.
El vocalista principal de la banda M. Shadows menciona que intentaban tocar algo parecido a Hotel California de The Eagles, en el sentido del solo al final con el cual se desvanece la canción.
El guitarrista, Zacky Vengeance describe la letra como ir por un camino solitario y tratar de poner tus cosas en orden. M. Shadows dice que la letra habla sobre lo tedioso que es estar mucho tiempo de viaje y extrañar a tus seres queridos.